# Maestà

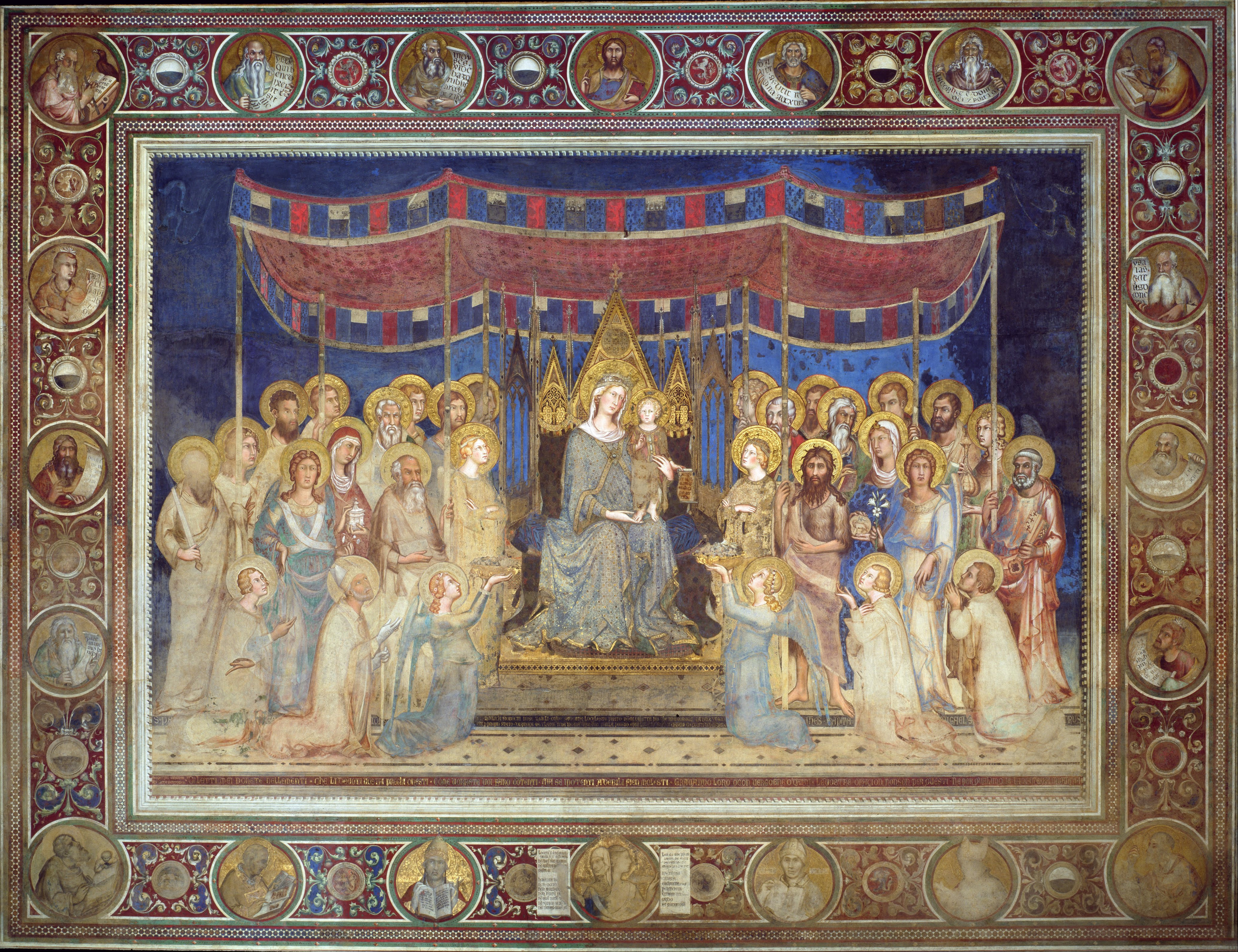
Simone Martini: Maestà, Fresko im Palazzo Pubblico, Siena, 1315–1321

Maestà [ma.eˈsta] (italienisch; von lat. maiestas) bedeutet „Erhabenheit, Herrscherwürde“. Der Begriff wird in der Kunst für die Darstellung der thronenden Madonna mit dem Jesuskind verwendet. Im Unterschied zur Sedes sapientiae ist die Madonna oft von Engeln und Heiligen umgeben.
Besonders häufig entstanden solche Darstellungen in der zweiten Hälfte des 13. Jahrhunderts und im 14. Jahrhundert als Fresken (Wandgemälde) oder als Tafelmalerei auf Altartafeln aus Holz (Retabeln). Berühmte Beispiele sind in Siena die einst als Hauptaltar für den Dom geschaffene Maestà von Duccio (heute im Museo dell’Opera del Duomo) und die Maestà von Simone Martini im Palazzo Pubblico. Bekannte Beispiele von Cimabue befinden sich in der Basilika San Francesco in Assisi und in den Uffizien in Florenz (Maestà di Santa Trinita). Giottos Madonna Ognissanti in den Uffizien gehört ebenfalls zum Typus der Maestà. Auch Ambrogio Lorenzetti schuf mehrere bedeutende Beispiele, u. a. die Maestà von Massa Marittima (ca. 1335), bei denen er die Schar der Heiligen und Engel um drei theologische Tugenden erweiterte.

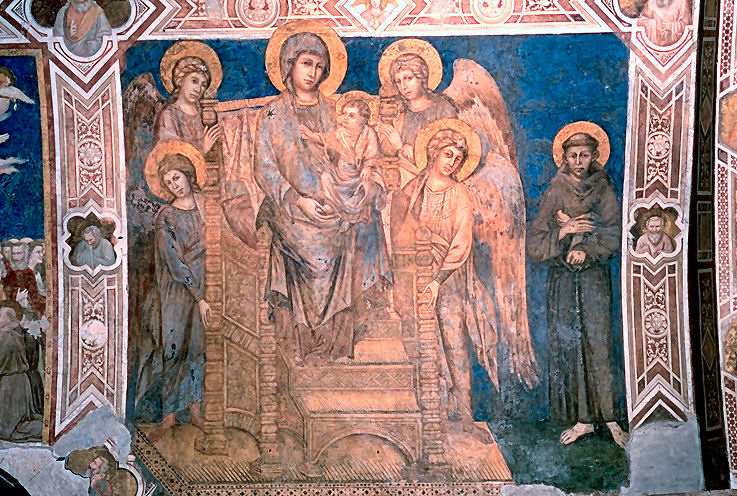
Cimabue: Die thronende Jungfrau Maria mit Engeln und dem Hl. Franziskus, Fresko in San Francesco, Assisi
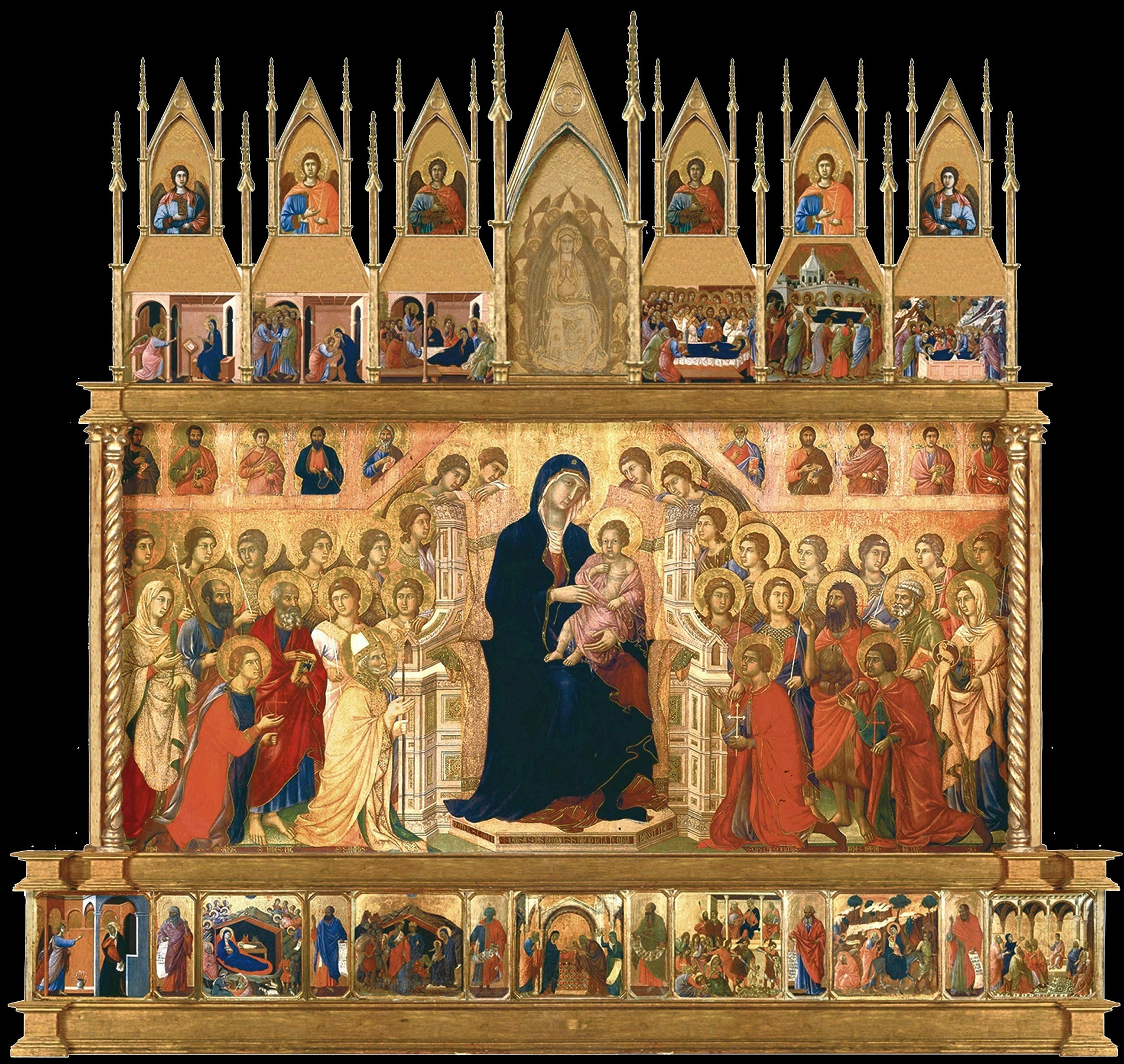
Die Maestà von Duccio, Tempera und Gold auf Holz, Museo dell’Opera del Duomo in Siena, 1311
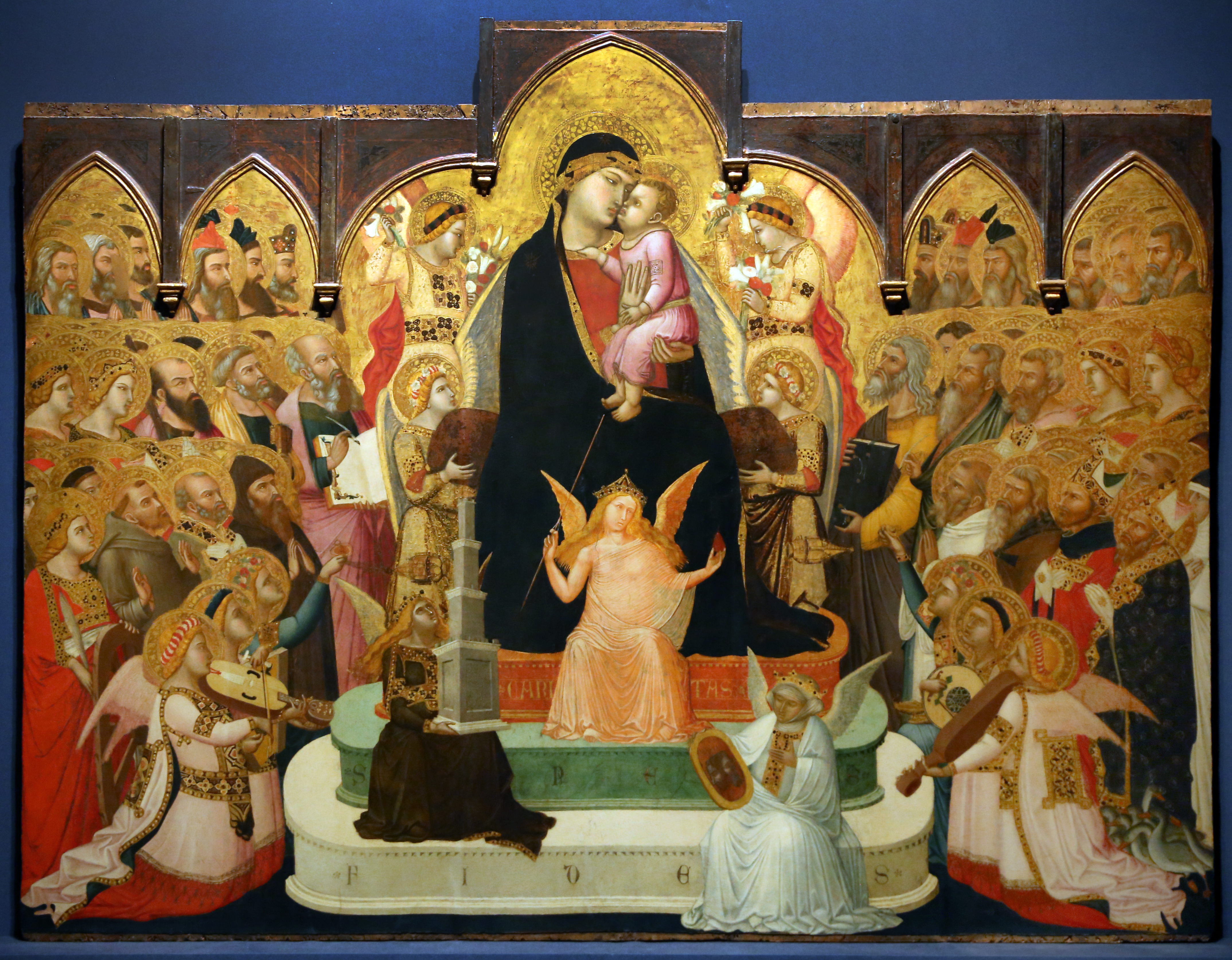
Ambrogio Lorenzetti: Maestà von Massa Marittima, Tempera und Gold auf Holz, Museo di Arte Sacra, Massa Marittima, ca. 1335